# 苏勒战役
苏勒战役（德語：Schlacht von Schaulen）是1236年9月22日在宝剑骑士团和异教徒薩莫吉西亞人之间展开的一场战役。 战役中，48至60位骑士战死，其中包括利沃尼亚骑士团团长沃尔克温。这是骑士团在波罗的海沿岸遭受的最早一次大规模失利。最早在波罗的海沿岸成立的军事修士会，宝剑骑士团被彻底击败，其余部在1237年同意并入条顿骑士团。早先遭宝剑骑士团征服的库洛尼亚人、瑟米加利亞人、色洛尼亚人、奥埃塞利亚人受这场战役鼓舞，发起反抗。骑士团三十余年对道加瓦河左岸的征服所带来的成果化为乌有。为纪念这场战役，2000年立陶宛议会和拉脱维亚议会宣布9月22日为波羅的團結日。

## 背景
宝剑骑士团在1202年于里加成立，其目标是征服波罗諸异教部落，并令他们昄依基督教。到1230年代，在团长沃尔克温的领导下，骑士团不得不面对财源紧张、人员减少和名声恶劣的问题。骑士团与它的两个最大支持者，教宗额我略九世和神圣罗马皇帝在爱沙尼亚问题上产生矛盾。但是，在1236年2月19日，教宗额我略九世发布教宗诏书，宣布向立陶宛发动十字军。他将目标放在薩莫吉西亞，计划征服波罗的海沿岸，并与普鲁士的条顿骑士团接触。但宝剑骑士团希望继续沿道加瓦河扩张，有点不愿向萨摩吉希亚进军。1236年秋，一批十字军从荷尔斯泰因到来；他们希望加入战斗。沃尔克温召集大军，其中包括普斯科夫共和国、利沃尼亚人、拉特加利亚人和爱沙尼亚人的部队。

## 战役经过
骑士团軍隊向西南进军薩莫吉西亞，突袭并掠夺当地聚落。当地人只有几天时间召集军队防卫。但是当騎士團向北方回师时，在渡河时遭遇一支薩莫吉西亞人的軍隊，戰鬥一觸即發。从荷尔斯泰因过来的骑士拒绝步战，以免在沼泽地失去战马，迫使骑士團部隊原地扎营度夜。第二天适值圣莫里茨日，这一天早晨，薩莫吉西亞人的主力部队開始進攻，这支部队可能由维金塔斯公爵率领。立陶宛轻骑兵在短距离内投掷标枪，这种战术对笨重的利沃尼亚骑士团重裝骑兵来说非常有效。而轻装上阵的薩莫吉西亞人军队在这种沼泽地形也是占据优势。基督教军队，包括沃尔克温在内，都遭到薩莫吉西亞人的军队殲滅，这使得利沃尼亚军大乱。宝剑骑士团的本地轻装部队很快逃离战场。那些试图逃到里加的殘部据称被瑟米加利亚人杀死。

## 位置
这场战役发生的确切位置无人所知。赫尔曼·德·瓦特伯格的《利沃尼亚编年史》提出这场战争发生在“苏勒地区”（terram Sauleorum）。传统上，这个地方被认为是立陶宛的希奥利艾（德語：Schaulen）或是包斯卡附近的韦茨绍莱小镇。 1965年德国历史学家弗里德里希·本宁霍文提出立陶宛约尼希基斯区的尧纽尼艾村为这次战役的战场。这个看法得到部分学者的支持，2010年立陶宛政府在尧纽尼艾村发起建立1个29米高的日晷，1个池塘和1个橡树公园，以纪念这场战役。位于穆沙河沿岸的亚纽奈以东10公里左右的帕穆希斯村页被称是战役发生地。“苏勒”（Saule/Saulė）在拉脱维亚语和立陶宛语中有「太陽」之意。